# 刘西府君祠
刘西府君祠，位于山西省晋城市阳城县芹池镇刘西村村北。

## 保护
2013年1月，刘西府君祠公布为第三批晋城市文物保护单位，编号3-274。2021年8月4日，刘西府君祠公布为第六批山西省文物保护单位，古建筑类，编号6-218。